# يعقوب الرهاوي
الملفان مار يعقوب الرهاوي، (بالسريانية: ܣܘܪܝܝܐ يعقُب أورهويو)، (640 - 5 حزيران 708)، هو أسقف الرها أحد أشهر الكتاب السريان.
ولد يعقوب الرهاوي بلدة عين دابا بالقرب من حلب حوالي سنة 640 وتلقى علومه بدير قنشرين الشهير. وانتقل لاحقا إلى الإسكندرية ليكمل دراساته اللاهوتية. وبعد عودته تم تعيينه اسقفا على مدينة الرها، واشتهر بتطبيقه الحرفي للتقاليد الكنسية وتعصبه لها ممّا أدى إلى عزله بعد سنوات معدودة، فاستاء يعقوب وانكفأ بدير صغير قرب مدينة شميشط الواقعة بتركيا حاليا حيث دأب على الكتابة وتعليم الفلسفة الإغريقية ممّا أدى إلى السخط عليه مجددا من قبل بعد السريان المعادين للثقافة اليونانية.
تحول مرة إلى «دير تل معدة» شمالي حلب فدأب على تفسير إنجيل البشيطتا باستخدام مراجع يونانية كما عمل على تطوير نظام للتنقيط بالسريانية بتبني حروف يونانية كمصوتات. وفي اواخر سنواته تولى كرسي الأسقفية بالرها قبل أشهر معدودة وفاته.
خلف يعقوب الرهاوي المئات من الكتب والمخطوطات في مواضيع متنوعة كاللاهوت والفلسفة والتاريخ واللغويات ما جعله أحد أهم الكتاب السريان بجوار أفرام السرياني وابن العبري.

## روابط خارجية
- يعقوب الرهاوي على موقع الموسوعة البريطانية (الإنجليزية)